# أميس (لا كرونيا)
بلدية أميس (بالإسبانية: Ames)‏، هي إحدى بلديات مقاطعة لا كرونيا إحدى مقاطعات إسبانيا، و التي تقع في منطقة جليقية شمال غرب إسبانيا.
يبلغ عدد سكانها 18.788 نسمة وفقاً لإحصائية سنة (2002).

## معرض صور

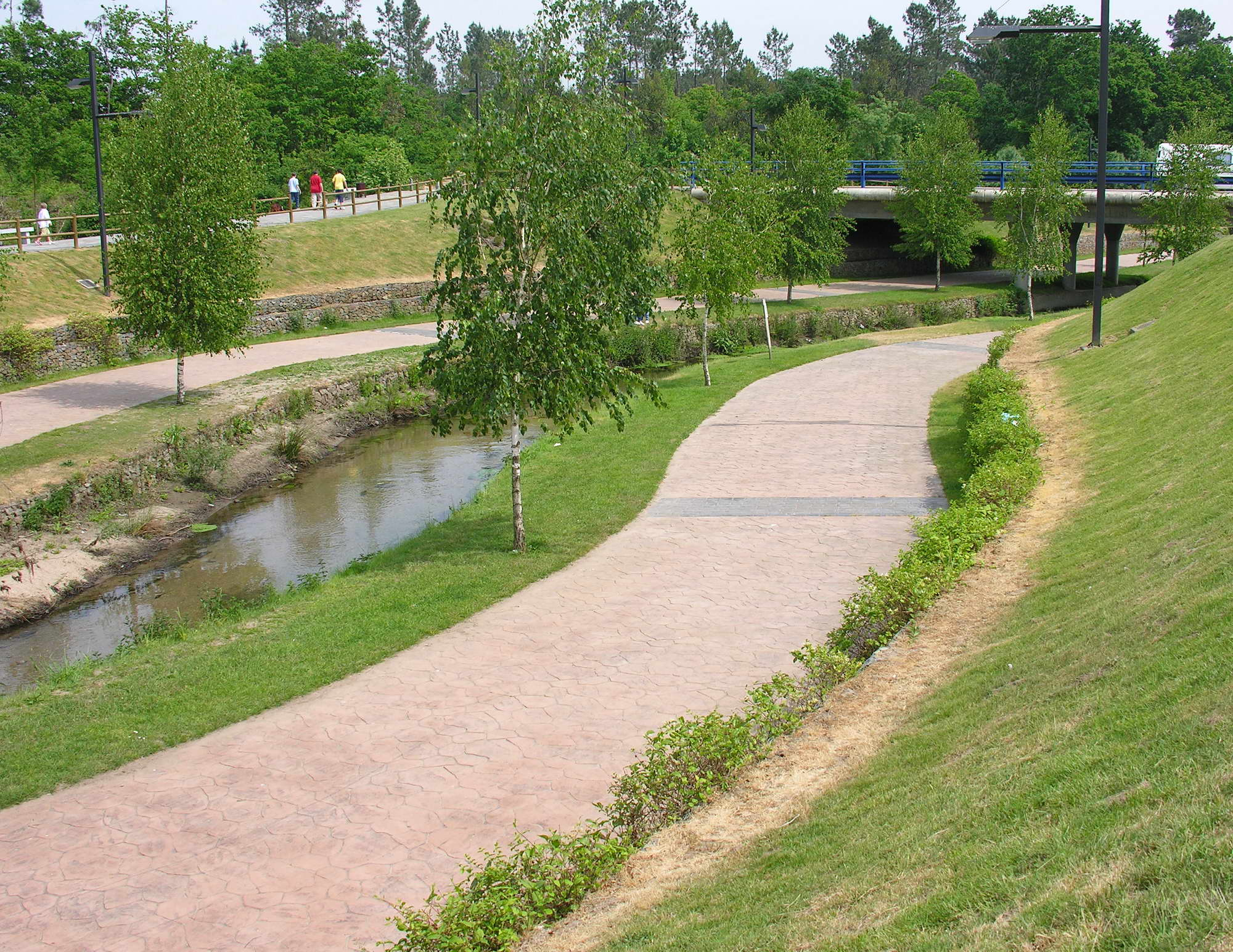
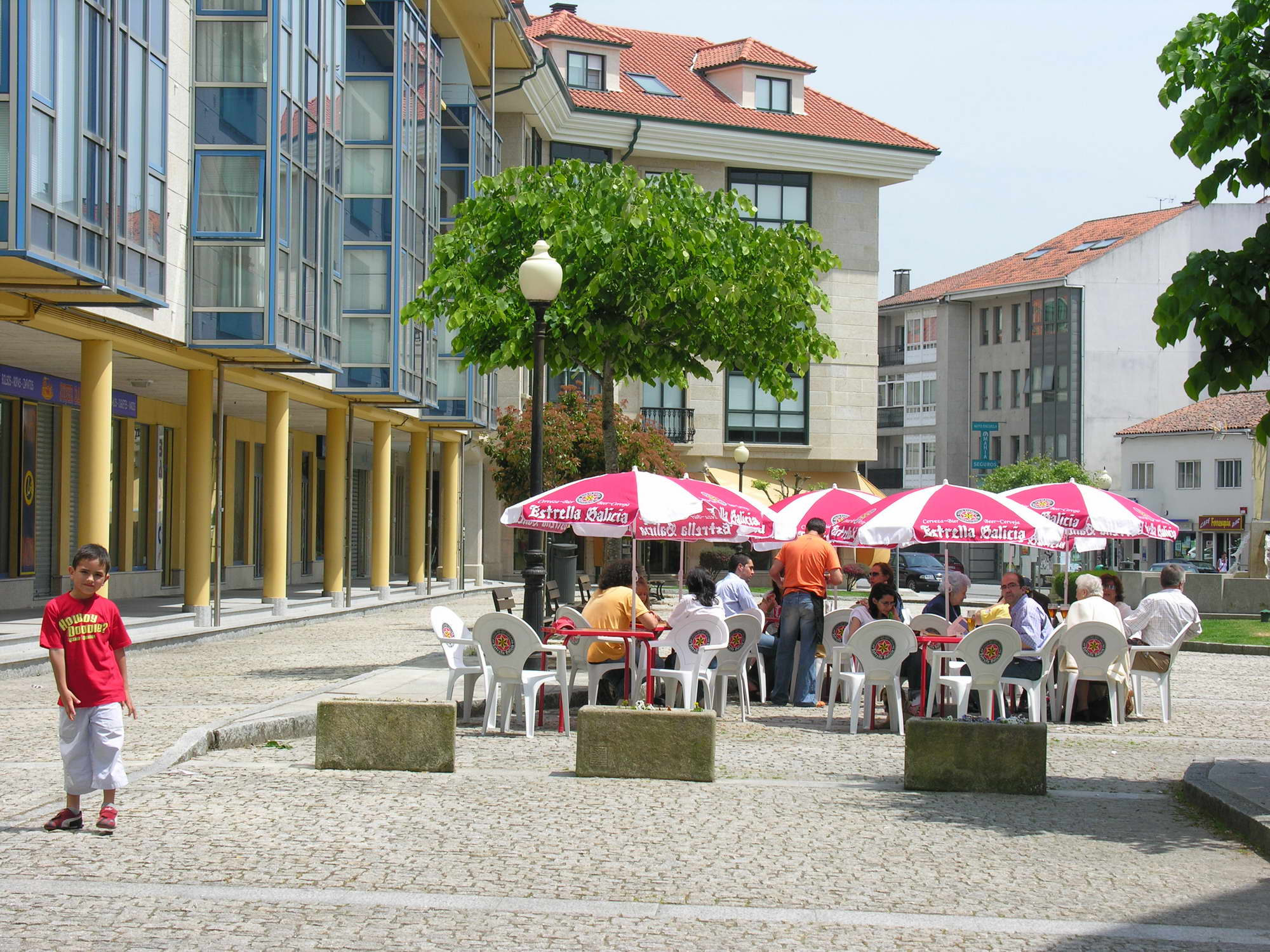
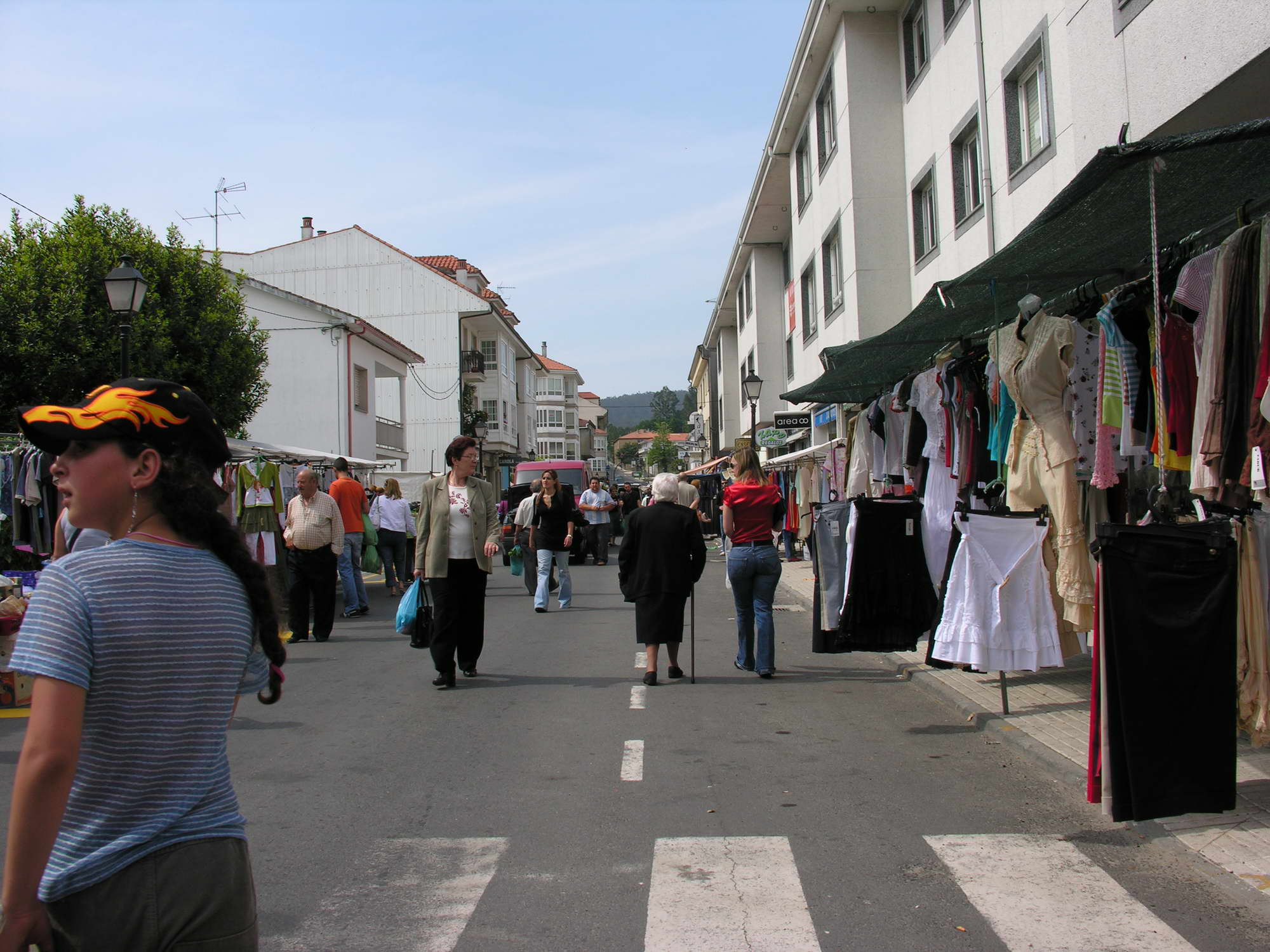